# Apochthonius grubbsi
Espèce
Apochthonius grubbsi est une espèce de pseudoscorpions de la famille des Chthoniidae.

## Distribution
Cette espèce est endémique de Californie aux États-Unis. Elle se rencontre dans la grotte Music Hall Cave dans le comté de Calaveras.

## Description
Le mâle holotype mesure 1,73 mm et la femelle paratype 2,03 mm.

## Étymologie
Cette espèce est nommée en l'honneur d'Andy Grubbs géologue et spéléologue.

## Publication originale
- Muchmore, 1980 : A new cavernicolous Apochthonius from California (Pseudoscorpionida: Chthoniidae). Journal of Arachnology, vol. 8, no 1, p. 93-95 (texte intégral).